# Kai Mihm
Kai Mihm (* 1972 in Frankfurt am Main) ist ein deutscher Filmkritiker, Gastronomiekritiker, Autor und Redakteur.

## Werdegang
Seit 1995 arbeitet Mihm als Filmjournalist. Er ist Redakteur und Autor bei filmportal.de im Deutschen Filminstitut & Filmmuseum Frankfurt und schreibt Essays und Filmkritiken unter anderem für epd Film und die Badische Zeitung sowie Restaurantkritiken für die Süddeutsche Zeitung und Effilee.
Daneben gehört er zu den Autoren der Gastronomiekritiker Sternefresser.de und bewertet für das amerikanische Restaurant-Ranking-Portal Opinionated About Dining (OAD).
Mihm ist auch im Autoren- und Künstlernetzwerk Faust-Kultur tätig, schrieb Texte für die Gourmetzeitschrift B-Eat und die österreichische Filmzeitschrift Ray, und verfasste Fernsehbeiträge für den Hessischen Rundfunk sowie Buchbeiträge über Filmschaffende wie Terrence Malick, George A. Romero und Marlon Brando.
Er lebt in Frankfurt am Main.

## Veröffentlichungen (Auswahl)
- Balladen von einer verschwindenden Welt. Terrence Malick als Chronist der amerikanischen Seele. In: Marcus Stiglegger (Hrsg.): Splitter im Gewebe. Filmemacher zwischen Autorenfilm und Mainstreamkino. Bender Verlag, Mainz 2000, ISBN 978-3-9806528-2-7.
- Mit stahlharter Faust und Das Wiegenlied vom Totschlag, in Filmgenres: Western, Hrsg.: Bernd Kiefer, Norbert Grob, Marcus Stiglegger. Reclam, Ditzingen 2003, 2014, ISBN 978-3-15-018402-8.

- Beitrag in: Marlon Brando. Bertz und Fischer 2004, ISBN 978-3-929470-86-4.
- Die Nacht der lebenden Toten (Essay über die erste Living-Dead-Trilogie), in: Ursula Vossen (Hg.), Filmgenres: Horrorfilm; Reclam, Ditzingen, 2004, 2012, ISBN 978-3-15-018406-6.
- Schlachtgewitter am Monte Cassino und Under Fire, in: Thomas Klein, Marcus Stiglegger, Bodo Traber (Hrsg.): Filmgenres: Kriegsfilm. Reclam, Ditzingen 2006, ISBN 978-3-15-018411-0.
- Beitrag in: David Fincher: Kino der Finsternis (Du Kulturmagazin), Du Kulturmedien Verlag 2019, ISBN 978-3-905931-88-4.